# المفتخرة
المفتخرة قرية فلسطينية تبعد 25.5 كيلومتر شمال شرق مدينة صفد. كانت القرية تقع على رقعة مستوية من الأرض، في الجزء الشرقي الأوسط من سهل الحولة. وكانت منازلها المتراصفة مبنية بالطوب ومسقوفة بالقصب، لكن المنازل الأحدث عهداً كانت مبنية بالحجارة والأسمنت. وكان سكان المفتخرة كلهم من المسلمين، ولهم فيها مدرسة صغيرة وكانوا يعملون بصورة أساسية في الزراعة فيستنبتون غلالاً عدة منها القمح والذرة وعلف المواشي ويستمدون مياه الري لهذه الغلال من ساقية تجري قريباً من الموقع وكان نفر منهم يعنى بتربية المواشي وصيد السمك بينما كان نفر أخر يعنى بالتجارة وكان كثيرون منهم يذهبون إلى سوق الثلاثاء الأسبوعية التي كانت تقام في قرية الخالصة المجاورة لبيع غلالهم. في الاعوام 1944/1945 كان 924 دونماً مخصصاً للحبوب و3597 دونماً مروياً أو مستخدماً للبساتين.

## إحتلال القرية وتطهيرها عرقياً
استناداً إلى المؤرخ الإسرائيلي بني موريس فإن سكان القرية تفرقوا على دفعتين: الأولى في 1أيار 1948 والثانية في 16 أيار من العام نفسه وهو يعزو تفرق شملهم إلى خوفهم من غارة يهودية أو من هجوم أو من مدافع هاون إذا كانت هذه الممارسات شائعة أثناء عملية يفتاح.

## القرية اليوم
لم يتبقى من القرية إلا الأنقاض الحجرية وبعض الحيطان المبتورة وينبت بعض شجرات الكينا في الموقع. لقد تحول الموقع إلى مركز أثري. أما الأراضي المحيطة فيستغلها المستوطنون الإسرائيليون للزراعة.

## المغتصبات الصهيونية على أراضي القرية
تق مستعمرة شمير التي أنشئت في عام 1944 على أراضي القرية إلى الشرق من موقعها. أما مستعمرة لهفوت هبشان التي أنشئت في عام 1945, فقريبة من موقع القرية من جهة الجنوب الغربي وهي تقوم على أرض كانت تابعة لقرية خيام الوليد المجاورة.

## وصلات خارجية
- المفتخرة ترحب بكم